# Chico (football)
Pour les articles homonymes, voir Aramburu et Chico.
Francisco Aramburu, mieux connu sous le nom de Chico, né le 7 janvier 1922 à Uruguaiana au Brésil et mort le 1er octobre 1997 à Rio de Janeiro, est un joueur de football brésilien qui jouait au poste d'attaquant. Il a joué quatre matchs lors de la quatrième Coupe du monde de football de 1950 au Brésil et a marqué quatre buts. Il a marqué à cette occasion le 300e but de l'histoire de la Coupe du monde de football lors du match remporté 6 à 1 par le Brésil contre l'Espagne le 13 juillet 1950 au stade Maracanã à Rio de Janeiro.

## Biographie

### Club
- 1939–1940 : EC Ferro Carril (Uruguaiana, RS)
- 1941–1942 : Grêmio FBPA
- 1942–1954 : CR Vasco da Gama
- 1955–1956 : CR Flamengo

## Palmarès
- Championnat carioca (5) :
  - Vasco da Gama : 1945, 1947, 1949, 1950, 1952

- Championnat sud-américain (1) :
  - Vasco da Gama : 1948